# Blaesodactylus boivini
Blaesodactylus boivini е вид влечуго от семейство Геконови (Gekkonidae). Видът е уязвим и сериозно застрашен от изчезване.

## Разпространение
Разпространен е в Мадагаскар.

## Описание
Популацията на вида е намаляваща.